# Senat (Brazylia)
Senat Brazylii – wyższa izba parlamentu Brazylii, Kongresu Narodowego.
Senat składa się z 81 senatorów. Członkowie Senatu są wybierani po trzech z każdego stanu oraz trzech z dystryktu federalnego. Kadencja senatora trwa 8 lat.

## Historia
Senat w Brazylii został utworzony w 1824 roku wraz z zapisem, pierwszej po uzyskaniu niepodległości, konstytucji.
Wraz z uzyskaniem przez Brazylię niepodległości w 1822 roku, cesarz Brazylii Piotr I nakazał aby Zgromadzenie Narodowe napisało pierwszą konstytucję kraju. Wraz z niezgodą związaną z wyborami do parlamentu, Piotr I rozwiązał parlament w 1824 roku. W tym samym roku powstała konstytucja Brazylii, która powołała do życia nowy dwuizbowy parlament składający się z Izby Deputowanych (niższa izba) oraz z Senatu (wyższa izba), która powstała na wzór wyższej izby parlamentu Wielkiej Brytanii, Izby Lordów. 
Początkowo Senat służył jak organ doradczy, służący pomocą w rządzeniu ówczesnemu Cesarzowi Brazylii. W pierwszych latach istnienia, Senatorzy otrzymywali tytuł dożywotniego senatora, tytuł ten był bardzo prestiżowy przez co tylko niewielka grupa ludzi mogła aspirować do tego miana.
Pierwsza sesja parlamentu w formacie, który funkcjonuje obecnie, odbyła się w 1826 roku.